# Йошкар-Ушем
Йошка́р-Уше́м (рос. Йошкар Ушем, марій. Йошкар Ушем) — присілок у складі Сернурського району Марій Ел, Росія. Входить до складу Верхньокугенерського сільського поселення.

## Населення
Населення — 21 особа (2010; 12 у 2002).
Національний склад (станом на 2002 рік):
- марі — 100 %